# Кубок Волги
Кубок Волги, Volga Open — чемпионат России по парусному спорту среди крейсерских яхт. Регата проводится с 1997 года в акватории Куйбышевского водохранилища на Волге.

## История
Крейсерская регата «Кубок Волги» зародилась ещё в советские времена. Первый старт крейсерских яхт состоялся в 1970 г. посвящённый 100-летию со дня рождения В. И. Ульянова (Ленина). Наибольшего развития эти гонки достигли в 80-е годы, собирая на старт по 100 крейсерских яхт. Но вначале 90-х прекратили своё существование. В 1997 году, по инициативе яхтсменов некоммерческого партнерства «Поволжский парусный крейсерский союз», традиции регаты (под временным названием «Свежий ветер») были возрождены. В 2003 г. вернулось старое название — «Кубок Волги». С 2004 года «Кубок Волги» обрёл статус Чемпионата России по парусному спорту среди крейсерских яхт по формуле обмера RS-2000.

## Соревнования
12 июня — 23 июня 2010: Тольятти — Сенгилей — Ульяновск — Тольятти — Сенгилей — Тольятти

- Количество судей: 5 человек

14 июня — 20 июня 2009:

20 июня — 2 июля 2005: Ульяновск — Тольятти — Ульяновск — Камское Устье — Казань

21 июня — 2 июля 2004: Ульяновск — Казань — Ульяновск

- Количество участников: 73 яхты, 352 спортсмена, 29 городов, 15 регионов
- Общая длина дистанции: 346,68 миль
- Количество судей: 15 человек
- Призовой фонд: Автомобиль «УАЗ»

21 июня — 5 июля 2003: Ульяновск — Тольятти — Ульяновск

- Количество участников: 76 яхт, 356 спортсменов, 19 городов, 14 регионов
- Общая длина дистанции: 300,6 миль
- Количество судей: 17 человек
- Призовой фонд: Автомобиль «УАЗ», $12000

23 июня — 4 июля 2002: Ульяновск — Тольятти — Ульяновск

- Количество участников: 85 яхт, 401 спортсмен, 17 городов, 11 регионов
- Общая длина дистанции: 197,5 миль
- Количество судей: 20 человек
- Призовой фонд: Автомобиль «УАЗ», $6000

29 июня — 8 июля 2001: Ульяновск — Тольятти — Ульяновск

- Количество участников: 52 яхты, 227 спортсменов, 11 городов, 7 регионов
- Общая длина дистанции: 228,2 миль
- Количество судей: 14 человек
- Призовой фонд: Автомобиль «Ока», $3000

23 июня — 28 июня 2000: Чебоксары — Казань — Ульяновск

- Количество участников: 30 яхт, 125 спортсменов, 7 городов, 4 региона
- Общая длина дистанции: 208 миль
- Количество судей: 4 человека
- Призовой фонд: $2000

24 июня — 27 июня 1999: Сенгилей — Ульяновск — Старая Майна — Ульяновск

- Количество участников: 29 яхт, 122 спортсмена, 7 городов, 4 региона
- Общая длина дистанции: 161 миля
- Количество судей: 4 человека
- Призовой фонд: $2000

25 июня — 28 июня 1998: Сенгилей — Ульяновск — Старая Майна — Ульяновск

- Количество участников: 27 яхт, 106 спортсменов, 4 города, 3 региона
- Общая длина дистанции: 190 миль
- Количество судей: 4 человека
- Призовой фонд: $1000

26 июня — 29 июня 1997: Ульяновск — Сенгилей — Старая Майна — Ульяновск

- Количество участников: 18 яхт, 72 спортсмена, 3 города, 2 региона
- Общая длина дистанции: 142 мили
- Количество судей: 2 человека
- Призовой фонд: $500